# Floreské moře

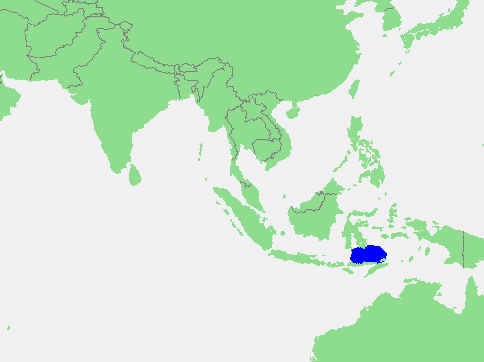
Floreské moře v jižní Asii

Floreské moře zabírá plochu 240 000 km² vody v Indonésii.
Floreské moře hraničí s Jávským mořem na západě, Sawuským mořem na jihu, Makasarským průlivem na severozápadě a Bandským mořem na východě.
Ostrovy, které hraničí s tímto mořem, jsou Malé Sundy a Celebes. Moře leží severně od ostrovů Sumbawa a Flores.